# Торри (тауншип, Миннесота)
Торри (англ. Torrey) — тауншип в округе Касс, Миннесота, США. На 2000 год его население составило 122 человека.

## География
По данным Бюро переписи населения США площадь тауншипа составляет 88,6 км², из которых 82,4 км² занимает суша, а 6,2 км² — вода (6,99 %).

## Демография
По данным переписи населения 2000 года здесь находились 122 человека, 57 домохозяйств и 42 семьи. Плотность населения —  1,5 чел./км². На территории тауншипа расположено 172 постройки со средней плотностью 2,1 построек на один квадратный километр. Расовый состав населения: 97,54 % белых и 2,46 % коренных американцев.
Из 57 домохозяйств в 14,0 % воспитывались дети до 18 лет, в 66,7 % проживали супружеские пары, в 3,5 % проживали незамужние женщины и в 26,3 % домохозяйств проживали несемейные люди. 19,3 % домохозяйств состояли из одного человека, при том 8,8 % из — одиноких пожилых людей старше 65 лет. Средний размер домохозяйства — 2,14, а семьи — 2,38 человека.
13,9 % населения — младше 18 лет, 3,3 % — в возрасте от 18 до 24 лет, 19,7 % — от 25 до 44, 41,0 % — от 45 до 64, и 22,1 % — старше 65 лет. Средний возраст — 52 года. На каждые 100 женщин приходилось 106,8 мужчин. На каждые 100 женщин старше 18 приходилось 105,9 мужчин.
Средний годовой доход домохозяйства составлял 35 714 долларов, а средний годовой доход семьи —  37 321 доллар. Средний доход мужчин —  39 000  долларов, в то время как у женщин — 16 875. Доход на душу населения составил 18 231 доллар. За чертой бедности находились 5,7 % семей и 3,7 % всего населения тауншипа.